# Fozil Amirov
Fozil Faizrahmonovich Amirov (1914-1979) fue un científico, médico, cirujano y experto en anatomía topográfica soviético uzbeko. Ocupó el título de Doctor en Ciencias Médicas (1960) y Profesor (1961). Fue Científico de Honor de la República Socialista Soviética de Uzbekistán y ganador del Premio Estatal de la URSS (1974).

## Biografía
Amirov nació el 26 de enero de 1914 en Bujará.
En 1938 se graduó en el Instituto Médico de Taskent (ahora Academia Médica de Taskent).Participó en la Gran Guerra Patria.En 1943 trabajó como cirujano principal en un hospital de evacuación y recibió la "Orden de la Estrella Roja".De 1944 a 1946, como principal cirujano del ejército, participó en la liberación de Hungría y Rumanía.
En 1945 recibió la Orden de la "Guerra Patriótica de segunda clase", así como las medallas "Por la Defensa de Stalingrado" y "Por la victoria sobre Alemania"."De 1947 a 1957 trabajó como vicedecano de las facultades de medicina y odontología. En 1949 obtuvo su título de Candidato en Ciencias.Su disertación versó sobre el tema "Sobre la patogénesis del neumotórax abierto y el mecanismo de vagotomía en él".Recibió su título de Doctor en Ciencias en 1959 con una tesis titulada "Reparación plástica de defectos traqueales y bronquiales en experimento".
En 1954 recibió la medalla "Por el valor laboral". En 1970 recibió la medalla "Por el trabajo valiente". En 1971 recibió el título de "Científico de Honor de la República Socialista Soviética de Uzbekistán". En 1974 recibió el "Premio Estatal de la URSS" por el desarrollo de operaciones reconstructivas de tráquea y bronquios.
De 1966 a 1979 fue jefe del Departamento de Cirugía Operativa con Anatomía Topográfica de la Academia de Medicina de Taskent.Se desempeñó como presidente de la sección metodológica para optimizar el proceso educativo en el instituto y de 1959 a 1967 fue vicerrector de investigación en la Academia de Medicina de Taskent. Participó en conferencias científicas internacionales en Londres (1959), Roma (1960) y Berlín (1966).
Amirov murió en Taskent el 7 de julio de 1979 y fue enterrado en el cementerio "Minor".

## Trabaja
Es autor de 143 trabajos científicos dedicados a diversos aspectos de la bronquiología, cuestiones relacionadas con la anestesia en cirugías plásticas de tráquea y bronquios, y el desarrollo de operaciones reconstructivas y reparadoras de las vías respiratorias.Desarrolló métodos para operaciones reconstructivas de las vías respiratorias.
En 1962, Amirov publicó una monografía titulada "Cirugía Plástica de Tráquea y Bronquios", que contribuyó significativamente a la adopción generalizada de estos procedimientos quirúrgicos en la práctica médica.